# Kurt Braunmüller
Kurt Braunmüller (* 1948 in Stuttgart) ist ein deutscher Germanist.

## Leben
Er studierte Germanistik, Geschichte und skandinavische Sprachen an der Universität Tübingen (1. Staatsexamen 1972). Nach der Promotion 1974 zum Dr. phil. an der Universität Tübingen und der Habilitation 1981 für das Fach Germanische Philologie an der Albert-Ludwigs-Universität Freiburg lehrte er an den Universitäten Freiburg im Breisgau (u. a. Vertretungsprofessur) und Kiel (als Heisenberg-Stipendiat). Seit 1981 ist er korrespondierendes Mitglied des Forschungszentrums für Mehrsprachigkeit in Brüssel. Seit 1990 ist er Mitglied des Hamburger Zentrums für Mehrsprachigkeit und Sprachkontakte. Seit 1997 ist er Mitglied der Norwegischen Akademie der Wissenschaften. Von 1999 bis 2011 war er Mitglied des Sonderforschungsbereichs 538 „Mehrsprachigkeit“. Seit 2000 ist er Mitglied der Det Kongelige Norske Videnskabers Selskab. Seit 2008 ist er Mitglied der Akademie der Wissenschaften Agder. 2012 erfolgte die Ehrenpromotion durch die Universität Agder. Seit 2014 ist er Mitglied der Kungliga Humanistiska Vetenskapssamfundet i Uppsala. Er ist Mitglied im Wissenschaftlichen Beirat des Vereins Deutsche Sprache (VDS).
Seine Forschungsschwerpunkte sind Sprachtypologie, kontrastive Linguistik, historische Linguistik, Mehrsprachigkeit und Sprachkontakte, Sprachtheorie (Morphologie, Syntax) und germanische, insbesondere skandinavische Sprachen.

## Schriften (Auswahl)
- Referenz und Pronominalisierung. Zu den Deiktika und Proformen des Deutschen. Tübingen 1977, ISBN 3-484-10262-4.
- Syntaxtypologische Studien zum Germanischen. Tübingen 1982, ISBN 3-87808-566-4.
- Deutsch-Skandinavisch im Vergleich. Oslo 1996, ISBN 82-7099-263-1.
- Die skandinavischen Sprachen im Überblick. A. Francke, Tübingen 2007 (3. Aufl.), ISBN 978-3-7720-8229-0.